# Leonard Weinglass
Leonard Irving Weinglass (* 27. August 1933; † 23. März 2011 in New York City) war ein US-amerikanischer Straf- und Verfassungsrechtler, der als Anwalt in New Jersey, New York, Connecticut und Kalifornien zugelassen war. Weinglass absolvierte die Yale Law School 1958 und diente daraufhin von 1959 bis 1961 als Oberst im Judge Advocate General’s Corps der United States Air Force. Er lehrte Strafrecht an der University of Southern California von 1974 bis 1976 und von 1974 bis 1975 am Peoples College of Law in Los Angeles.

## Karriere
Als Verfechter der amerikanischen Gegenkulturbewegung der 1960er Jahre (siehe auch 68er-Bewegung) vertrat Weinglass eine Vielzahl an liberalen und radikalen Angeklagten vor amerikanischen Gerichten. Wegen seines Expertenwissens im Verfassungsrecht war er stellvertretender Vorsitzender des internationalen Ausschusses der National Lawyers Guild. Gemeinsam mit dem Rechtsanwalt William Kunstler vertrat Weinglass die Chicago 7 in deren Gerichtsverfahren 1968. Er nahm auch an der Verteidigung von Daniel Ellsberg und Anthony J. Russo teil, denen eine Beteiligung an der Veröffentlichung der Pentagon-Papiere vorgeworfen wurde. Alle Anklagepunkte gegen die beiden wurden fallen gelassen. 1970 vertrat er Angela Davis, der eine Teilnahme an der Entführung und Ermordung eines Richters zur Last gelegt wurde. In diesem Verfahren erreichte er einen Freispruch.
Andere bekannte Mandanten waren:
- Kathy Boudin, wegen Mordes bei einem bewaffneten Raubüberfall (Brink's Robbery) angeklagtes Mitglied der Weathermen
- Antikriegsaktivist Ron Kaufman
- Bill und Emily Harris, Mitglieder der SLA
- Jimi Simmons, ein wegen Mordes angeklagter Muckleshoot-Indianer

Weinglass war für lange Zeit der wichtigste Anwalt im Verteidigerteam um Mumia Abu-Jamal. 1995 brachte er ein Buch mit dem Titel Race for Justice: Mumia Abu Jamal’s Fight Against the Death Penalty heraus, in dem er seine Sichtweise des Falles darlegte.
1972 übernahm Weinglass die Verteidigung von John Sinclair, dem Vorsitzenden der White Panther Party in Detroit. Der Fall führte zu einer Verfassungsbeschwerde (United States v. U.S. District Court, 407 U.S. 297), die am Obersten Gerichtshof der Vereinigten Staaten verhandelt wurde. Sie stellt eine Grundsatzentscheidung über die Überwachung von Personen ohne Gerichtsbeschluss dar.
1985 wurde Stephen Bingham von Weinglass erfolgreich vertreten. Bingham, ein Rechtsanwalt, wurde verdächtigt, eine Waffe in das Staatsgefängnis von San Quentin zu George Jackson geschmuggelt zu haben, der diese bei einem Ausbruchsversuch, bei dem er und zwei weitere Insassen und drei Wachmänner ums Leben kamen, verwendete.
Weinglass war von 2002 bis zu seinem Tode im Jahr 2011 der Hauptverteidiger in der Berufungsverhandlung rund um die Miami Five.

## Letzte Jahre
Bis zu seinem letzten Lebensjahr war Weinglass weiterhin als Verteidiger tätig. Er sah keinen Grund aufzuhören:
„The typical call I get is the one that starts by saying 'You are the fifth attorney we've called'. Then I get interested.“
„Ich werde immer dann aufmerksam, wenn ich angerufen werde und zu hören bekomme: 'Sie sind schon der fünfte Anwalt, den wir kontaktieren'“

## Tod
Leonard Weinglass starb am 23. März 2011 im Alter von 78 Jahren in New York an Bauchspeicheldrüsenkrebs.

## Auszeichnungen
- 1974: Erster Empfänger des Clarence-Darrow-Preises.
- 1980: Auszeichnung der First Unitarian Church of Los Angeles für humanitäre Verdienste
- 1994: Ausgezeichnet für besondere Verdienste vom California Attorneys for Criminal Justice (CACJ)

## Werke
Leonard Weinglass: Race for justice: Mumia Abu-Jamal’s fight against the death penalty. Common Courage Press, 1995, ISBN 1-56751-070-1 (englisch).